# Супрематизам
Супрематизам, правац руске авангарде у историји уметности, архитектури и апстрактном сликарству који је у сродству са футуризмом и конструктивизмом и настао је у Русији где се развијао од 1915. године до тридесетих година 20. века.
Супрематизам је основао је руски уметник Казимир Малевич 1913. Супремус је уметника замишљао као ослобођеног од свега што је унапред одредило идеалну структуру живота и уметности. Пројектујући ту визију на кубизам, коме се Малевич дивио због његове способности да деконструише уметност, и да у том процесу промени референтне тачке уметности, он је предводио групу руских авангардних уметника — укључујући Александру Екстер, Љубов Попову, Олгу Розанову, Ивана Клиуна, Ивана Пуни, Надежду Удалцову, Нину Генке-Мелер, Ксенију Богуславскају и друге — у ономе што је описано као први покушај да се самостално оснује руски авангардни покрет, који се отцепљује од путање претходне руске историје уметности.
Да би подржао покрет, Малевич је основао часопис Супремус (у почетку под називом Нул или Ништа), који је добијао прилоге од уметника и филозофа. Публикација се, међутим, никада није појавила и њен први број никада није дистрибуиран због Руске револуције. Сам покрет је, међутим, најављен на Маљевичевој Последњој футуристичкој изложби слика 0,10 из 1915. године у Санкт Петербургу, где су он, и још неколицина у његовој групи, изложили 36 радова у сличном стилу.

## Развој
Супрематизам је развио Казимир Маљевича (1878 - 1935) који је сам овако назвао своја дела која је стварао, после његове неопримитивистичке и кубофутуристичке фазе у периоду 1912/1913. Овај правац је пре свега утицао на Де Стијл и Баухаус. Ту се ради о једној беспредметној, апстрактној уметности, слободној уметности која своја дела своди у једноставне геометријске облике квадрата, троугла, крстова или чистих линија. Најзначајнија дела Казимира Маљевича су Црни квадрат на белој позадини (1915), Црвени квадрат (1915) и Бели квадрат на белој позадини (1919).

## Историја супрематизма
Обично се супрематизам дели на три фазе, стадија:
- црни стадијум,
- црвени стадијум,
- бели стадијум,

по серији квадрата које је стварао руски сликар Маљевич творац овога уметничког правца. Године 1917. се у групу око Маљевича укључују и сликари браћа Наум Габо и Антоан Певзнер који се у Русију вратио из западне Европе. Настанак овог правца се датира у години 1915. када је Маљевич изложио свој Црни квадрат. Теоретски манифест изашао је године 1915. и био је створен за помоћи и уз сарадњу са Мајаковским и другим припадницима совјетског авангардног покрета. Осим другог под утицајем идеалистичког принципа „економије мишљења“ наглашавао је супрематизам у својој платформи неопходност „економичних форми“ и за најекономичнију форму је сматрао Маљевич своје слике квадрата Црни на белој позадини а још економичнији би био по његовом мишљењу оставити сасвим бело и чисто платно као такво.

## Црни квадрат
Маљевичево иницијално дело је Црни квадрат на белој позадини који је насликан као уљана слика 1915. и изложено је у Петрограду 1915. године и Маљевич га је назвао „Неуоквирена икона мога времена“, како је душа сликарске традиције у Русији била икона и као и сви руски сељаци своју „икону“ је окачио у источни ћошак изложбе. Реакције на ову слику су биле поражавајуће и названа је „мртав квадрат“ или „персонификација ноћи“ и слично.
Године 1915. следи Црвени квадрат који се као и црни налази данас у државном музеју у Петрограду и за Маљевича је ово био „сигнал за револуцију“ и даље су следили слике у боји.
Године 1919, насликао је Маљевич Бели квадрат и његови супрематистички експерименти су били при крају и добили овако свој завршни облик, а за Маљевича је ово израз чисте беспредметне апстракције и уметности.

## Супрематизам у сродним уметностима
1918. године водио је Маљевић атеље са Надежда Удалзовом и око њих се окупила група у којој су били Вера Јермолајева, Ел Лисицки, Варвара Степановна и Натан Алтман. Супрематизам је утицао на развој скулптуре, архитектуре и уметничких заната. И ако је у Маљевичевој естетици било и анархистичких елемената, тако је он сматрао и позивао на уништење ликовне уметности старог света, он је решио многе важне ликовне проблеме, неки ликовни резултати имају експериментални значај али он даје нови импулс и у композицији у архитектури, где се ту првенствено мисли на његова вајарска дела које је називао архитектонама када се исказао и у скулптури а његово дело је такође искоришћено у примењеној графици и уметничким занатима.

## Ел Лисицки- мост ка западу
Најзначајнији уметник који је био присталица од Маљевича развијаних форми био је Ел Лисицки који је радио интензивно на супрематизму 1919. - 1923. године. Ел Лисицки је био одушевљени присталица супрематизма и поштовалац Маљевичевих дела и пренео је његове идеје на скулптуру израђујући своје конструкције.
Ел Лисицки је путовао 1923. године у Берлин, Хановер и Дрезден где се сусретао са групом Де Стијла и Баухауса и преносио им идеје које су се гајиле у супрематизму.

## Односи са новом Русијом
Уметничка и политичка револуција у Русији се догађала у исто време и паралелно. Супрематизам је била беспредметна уметност и у прво време је био један период када се сматрало да он може да допринесе и пропагира идеје политичке револуције и завладало је мишљење да држава не треба да се меша у уметност али са појавом „Нове економске политике“ које је захтевала да уметност треба да помаже политику и ови захтеви су довели до појаве социјалистичког реализма у Совјетском Савезу и по мишљењима совјета и комунистичких политичара ова уметност је била неразумљива за пролетаријат и била је неприхватљива.
Казимир Маљевич је 1926. године путовао у Немачку и покушавао је да нађе посао у Баухаусу али се враћа у Русију натраг, он је одустао од супрематизма и слика сада у касно импресионистичком и кубофутуристичком стилу.
Нема сумње да је супрематизам био један од најважнијих догађаја у уметности овога времена.
Рехабилитација авангарде у совјетској уметности почела је са Перестројком 1988. године у Петрограду ретроспективом дела од Казимира Маљевича.